# مقاطعة آرتشر (تكساس)
مقاطعة آرتشر (بالإنجليزية: Archer  County)‏ هي إحدى المقاطعات في ولاية تكساس، الولايات المتحدة الأمريكية.

يبلغ عدد سكانها 9,054 نسمه طبقا لإحصاء عام 2010 ، و تبلغ مساحتها 2,398.3 كيلو متر مربع .

موقع المقاطعة في ولاية تكساس